# Aerials
„Aerials“ je skladba americké alternativně metalové skupiny System of a Down. Vyšla v roce 2002 na jejich druhém studiovém albu Toxicity. Skupina v roce 2003 za tuto skladbu získala nominaci na cenu Grammy v kategorii „Best Hard Rock Performance“ (Nejlepší hardrockové vystoupení). Skladba se také dostala na 1. místo v žebříčcích Hot Mainstream Rock Tracks a Hot Modern Rock Tracks.
Verze skladby na albu má délku 6 minut a 11 sekund, přičemž skrytá skladba zvaná „Arto“ začíná na 3 minutách a 58 sekundách. Samotná skladba „Aerials“ končí na 3 minutách a 54 sekundách. Ve skladbě „Arto“ zahrál i arménský hudebník Arto Tunçboyacıyan spolu se skupinou, která hrála tradiční arménskou hymnu Arménské apoštolské církve s názvem „Der Voghormya“.
Během hraní této skladby na koncertech hrál Serj Tankian na doprovodnou kytaru.

## Pozice v žebříčcích
| Žebříček (2002)                  | Vrcholové pozice |
| -------------------------------- | ---------------- |
| USA (Billboard Hot 100)          | 55               |
| USA (Hot Mainstream Rock Tracks) | 1                |
| USA (Hot Modern Rock Tracks)     | 1                |